# District de Bugaba
Le district de Bugaba est l'une des divisions qui composent la province de Chiriqui, située dans la République du Panama.

## Histoire
À l'époque coloniale, il existait sur le quartier actuel un hameau appelé « Pueblo Viejo », habité par une tribu indigène. Ce hameau a été choisi par les missionnaires franciscains pour construire une ville en 1794, qu'ils ont appelée « La Purísima Concepción de Bugaba ». Les Espagnols, civils ou religieux, avaient l'habitude de nommer les villes qu'ils fondaient avec le nom d'un chef de la région. On pense qu'ils ont appelé la nouvelle ville Bugaba, en l'honneur du chef indien Bugabas ou Bugabaes.
En 1788, la petite ville fut victime des Indiens Changuinas (également connus sous le nom de Saribas), mais fut reconstruite par les Franciscains qui, en 1790, offrirent à ses habitants une cloche pour l'église, qui porte une inscription de cette date. En 1832, la paroisse de Bugaba appartenait au canton d'Alanje et était habitée par 1 000 personnes.
Le district de Bugaba a été créé par la loi du 6 août 1863, étant choisi comme la tête de la vieille ville, avec la condition que dans le terme d'un an, les voisins avaient construit une école et une prison, sinon il serait perdre la catégorie. (Bugaba Centenaria, 1963. Page 17). Une fois la République du Panama organisée, l'Assemblée nationale a publié la loi 60 du 31 décembre 1906, dont le seul article établit que le chef du district de Bugaba serait le hameau de Pueblo Viejo, qui a été renommé La Concepción.

## Gouvernement et politique

### Division politico-administrative
Elle est composée de treize cantons :
- La Concepción
- Aserrío de Gariché
- Bugaba
- El Bongo
- Gómez
- La Estrella
- San Andrés
- San Isidro
- Santa Marta
- Santa Rosa
- Santo Domingo
- Solano
- Sortová

Le 1er juillet 2017, le district de Bugaba a été séparé dans sa zone nord pour former le district de Tierras Altas. À la même date, le canton de Solano a été créé.

## Géographie
Plusieurs rivières traversent le district : Escarrera, Mula, Güigala, Macho de Monte, Piedra, Gariché, Chiriquí Viejo (qui sert de limite avec le district de Barú), Divalá et Mirador. Parmi ses formations montagneuses, la colline Sortová se distingue.
Le district possède un élevage de chevaux pur-sang renommé : Haras San Miguel à La Concepción. Les limites du district de Bugaba sont : Au nord avec le district de Tierras Altas, au sud avec le district d'Alanje, à l'est avec les districts de Boquerón et Boquete et à l'ouest avec les districts de Renacimiento et Barú.

## Démographie
Bugaba a actuellement une superficie de 884,3 km2 et compte 75 325 habitants, selon les projections pour l'année 2010. En plus d'être le neuvième district le plus peuplé du pays, sa population est concentrée dans la ville de La Concepción.

## Crédit d'auteurs
- (es) Cet article est partiellement ou en totalité issu de l’article de Wikipédia en espagnol intitulé « Distrito de Bugaba » (voir la liste des auteurs).